# Pastvina u Přešťovic
Pastvina u Přešťovic je přírodní památka v okrese Strakonice západně od obce Přešťovice, která je chráněná z důvodu opuštěné pastviny s bohatou květenou. Nachází se zde zbytek ekosystému situovaný na vápencovém podloží a mělkých půdách, s teplomilným travinným společenstvem s četnými vápencovými druhy rostlin. Vyjma louky se zde nachází i zbytky malých vápencových lomů.
Přírodní památka je dostupná ze silnice jdoucí z Přešťovic do Strakonic na jejím severním okraji. Přibližně kilometr od památky se nachází národní přírodní památka Rovná.

## Historie
Předpokládá se, že dříve se na území památky nacházela ve stráni situované dvě či tři malá políčka, které byly od sebe odděleny mezemi. V západní části památky se nacházely dva malé lomy na vápenec, které jsou dodnes dobře patrné. Po skončení obdělávání polí se lokalita přeměnila na pastvinu po několik desetiletí, což přispělo k druhové rozmanitosti rostlin. Pastva byla pravděpodobně ukončena začátkem 50. let 20. století.

## Přírodní poměry

### Flora

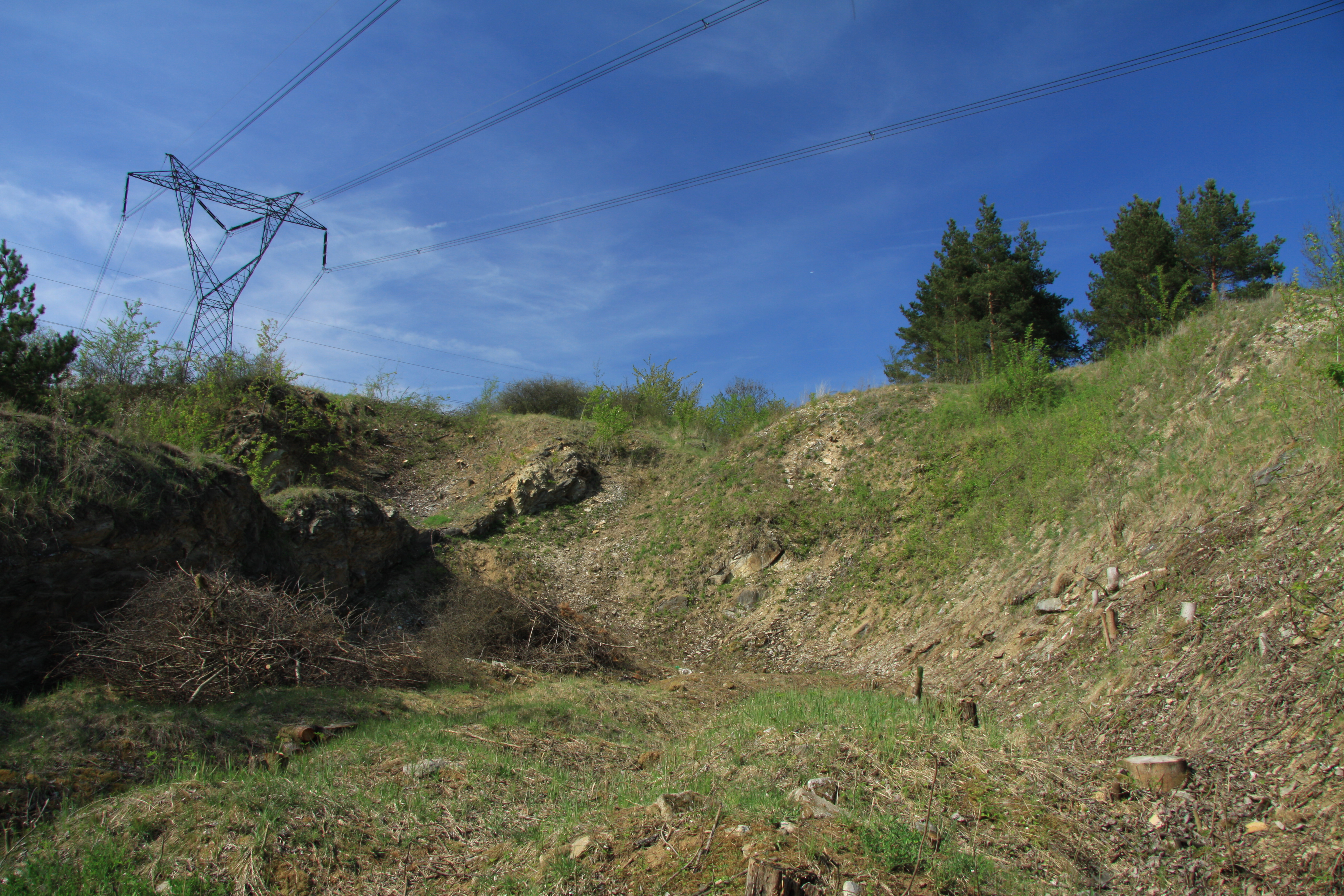
Na lokalitě byly v roce 2012 zásluhou ČSOP Strakonice vykáceny náletové dřeviny

Z chráněných a vzácných druhů rostlin na lokalitě roste hořec křížatý (Gentiana cruciata), záraza zardělá (Orobanche kochii), vrabečnice roční (Thymelaea passerina), pryšec drobný (Euphorbia exigua), hlaváč bledožlutý (Scabiosa ochroleuca), užanka lékařská (Cynoglossum officinale), turan pozdní (Erigeron muralis), voskovka menší (Cerinthe minor), tolice srpovitá (Medicago falcata), dřišťál obecný (Berberis vulgaris), vítod chocholatý (Polygala comosa), růže vogézská (Rosa dumalis subsp. vosagiaca), růže kožolistá (Rosa dumalis subsp. coriifolia), růže vinná (Rosa rubiginosa), růže polní bělokvětá (Rosa agrestis var. albiflora), růže oválnolistá (Rosa elliptica), bojínek tuhý (Phleum phleoides), zběhovec trojklaný (Ajuga chamaepitys), ostřice chabá (Carex flacca), kostřava žlábkatá (Festuca rupicola), vičenec ligrus (Onobrychis viciifolia) a další. Na svazích opuštěného vápencového lomu roste např. pelyněk metlatý (Artemisia scoparia), lnička drobnoplodá (Camelina microcarpa), chrpa latnatá (Centaurea stoebe), ožanka hroznatá (Teucrium botrys), hledíček menší (Microrrhinum minus), sveřep střešní (Bromus tectorum), pamětník rolní (Acinos arvensis), tařice kališní (Alyssum alyssoides), kakost holubičí (Geranium columbinum) a další. Historický výskyt konopice úzkolisté (Galeopsis angustifolia) a šklebivce přímého (Misopates orontium) se v roce 2009 podařil ověřit. Do roku 1956 se na území dnešní přírodní památky ještě řídce vyskytovala černucha rolní (Nigella arvensis), která osidlovala opuštěná malá políčka.

### Fauna
Z bezobratlých živočichů se zde vyskytuje zranitelný druh Chondrula tridens, tesařík Cortodera femorata, majka obecná (Meloe proscarabaeus) a další, z obratlovců to je ještěrka obecná (Lacerta agilis) a ťuhýk obecný (Lanius collurio). Lokalita je také významná přítomností řadou druhů denních motýlů (Lepidoptera).